# Schafdorn

Schafdorn

Schafdorn

Schafdorn

Schafdorn ist ein Gemeindeteil der Gemeinde Schwindegg im oberbayerischen Landkreis Mühldorf am Inn.

## Lage
Die Einöde Schafdorn liegt in der Gemarkung Walkersaich, fünf Kilometer nordöstlich vom Schloss Schwindegg an den beiden Quellweihern des Scharfdorner Bachs, der in den Walkersaicher Mühlbach mündet.

## Ortsentwicklung
Auf dem Bauernhof Schafdorn 1 gibt es seit etwa 2006 das sogenannte AmVieh-Theater, ein naturverbundenes Kultur-, Tagungs- und Seminarzentrum mit Kleinkunstbühne für Theater- oder Musikvorstellungen, Biohotel, Tiny House und Campingplatz.
Das Projekt Wald der Bilder basiert auf dem Konzept des Bosque Pintado, dem beseelten Wald im Baskenland, mit der Absicht, auf einem Kunstpfad nachhaltige Umweltbildung und Regionalentwicklung anzubieten. Dabei wurden Baumbilder mit umweltfreundlichen Kaseinfarben, die aus Quark, gelöschtem Kalk und Farbpigmenten angerührt wurden, auf die Baumstämme eines etwa 5 Hektar großen Fichtenwaldes gemalt. Das gelungene Projekt wurde 2011 durch die Schutzgemeinschaft Deutscher Wald mit dem Deutschen Waldpädagogikpreis ausgezeichnet.

## Bevölkerungsentwicklung
In Schafdorn gab es 1871 zehn Einwohner. Im Mai 1987 lebten dort sechs Einwohner in einem Wohngebäude.
| Jahr      | 1871 | 1925 | 1950 | 1970 | 1987 |
| Einwohner | 10   | 11   | 11   | 7    | 6    |